# Tom et Jerry à Naples
Pour plus de détails, voir Fiche technique et Distribution.
Tom et Jerry à Naples (titre original : Neapolitan Mouse) est un court métrage d'animation de la série américaine Tom et Jerry réalisé par William Hanna et Joseph Barbera et sorti le 2 octobre 1954.

## Synopsis
Tom et Jerry sont arrivés à Naples par le moyen d'un bateau de croisière. Mais après que Tom a accidentellement ouvert le porte alors que Jerry était derrière cette dernière et que la souris a fait de même avec Tom, le duo va se disputer encore une fois, à travers la ville d'Italie. Alors qu'une souris napolitaine entend la dispute de Tom et Jerry, elle voit que ce sont eux les responsables du vacarme mais voit que Tom tente de frapper Jerry avec une poêle. La souris napolitaine frappe alors Tom avec la même poêle. Mais le chat se fait maintenant embêter par un chien à qui la souris napolitaine règle son compte.
La souris fait visiter à Tom et Jerry la ville de Naples. Mais le chien, de retour avec cette fois deux autres amis, tente de leur régler leur compte. Les trois canins finissent par tomber dans l'eau après s'être fait pousser par des camemberts lancés par Tom, Jerry et la souris napolitaine.
Tom et Jerry doivent maintenant repartir à bord de leur bateau. La souris napolitaine leur dit au revoir mais également les trois chiens.

## Fiche technique
- Titre original :  Neapolitan Mouse
- Titre français : Tom et Jerry à Naples
- Réalisation : William Hanna et Joseph Barbera
- Scénario : William Hanna et Joseph Barbera
- Musique : Scott Bradley
- Distribution : Métro Goldwyn Mayer
- Producteur : Fred Quimby
- Durée : 7 minutes
- Dates de sortie :  États-Unis : 2 octobre 1954

## Distribution

### Voix originale
- Danielle Baiu : Topo
- Bill Thompson : Italian dog